# The St. Regis Toronto
The St. Regis Toronto ist ein 276,9 Meter hohes Gebäude in der kanadischen Großstadt Toronto. Es befindet sich an der Kreuzung von Bay Street und Adelaide Street West im Financial District. Das Gebäude beherbergt ein 5-Sterne-Luxushotel sowie Eigentumswohnungen und Apartments.

## Geschichte

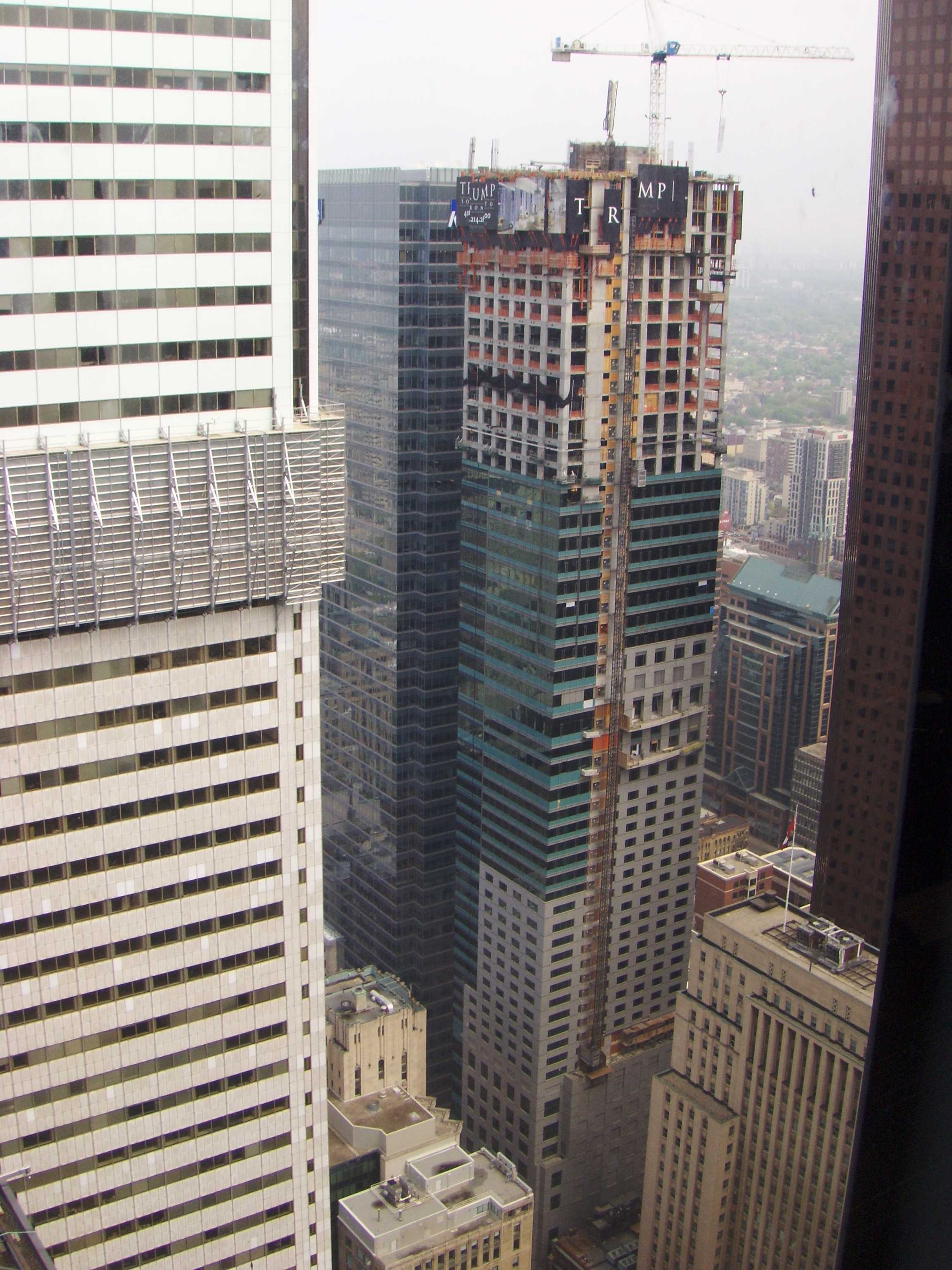
Baufortschritt (2011)

Der Bau des Gebäudes begann mit dem Abriss eines Einkaufszentrums im September 2007. Der offizielle Baubeginn war am 12. Oktober 2007. Bauherr des Gebäudes war Donald Trump, der bereits in New York City und anderen Städten der USA Bauwerke mit demselben Namen realisiert hatte. Am 31. Januar 2012 wurde das Gebäude eröffnet. Das Gebäude wurde im Juni 2017 von JCF Capital aufgekauft, und der Hotelteil des Gebäudes wurde dann von InnVest Hotels LP, einer Tochtergesellschaft von Bluesky Hotels and Resorts, gekauft. Bis Juli 2017 trug das Gebäude den Namen Trump International Hotel and Tower. Die Hotelleitung wechselte zu Marriott International, das es während der Renovierungsarbeiten ohne Markennamen als The Adelaide Hotel Toronto betrieb. Nach Abschluss der Renovierungsarbeiten wurde das Hotel am 28. November 2018 Teil der St. Regis Hotels & Resorts von Marriott und nahm seinen heutigen Namen an.

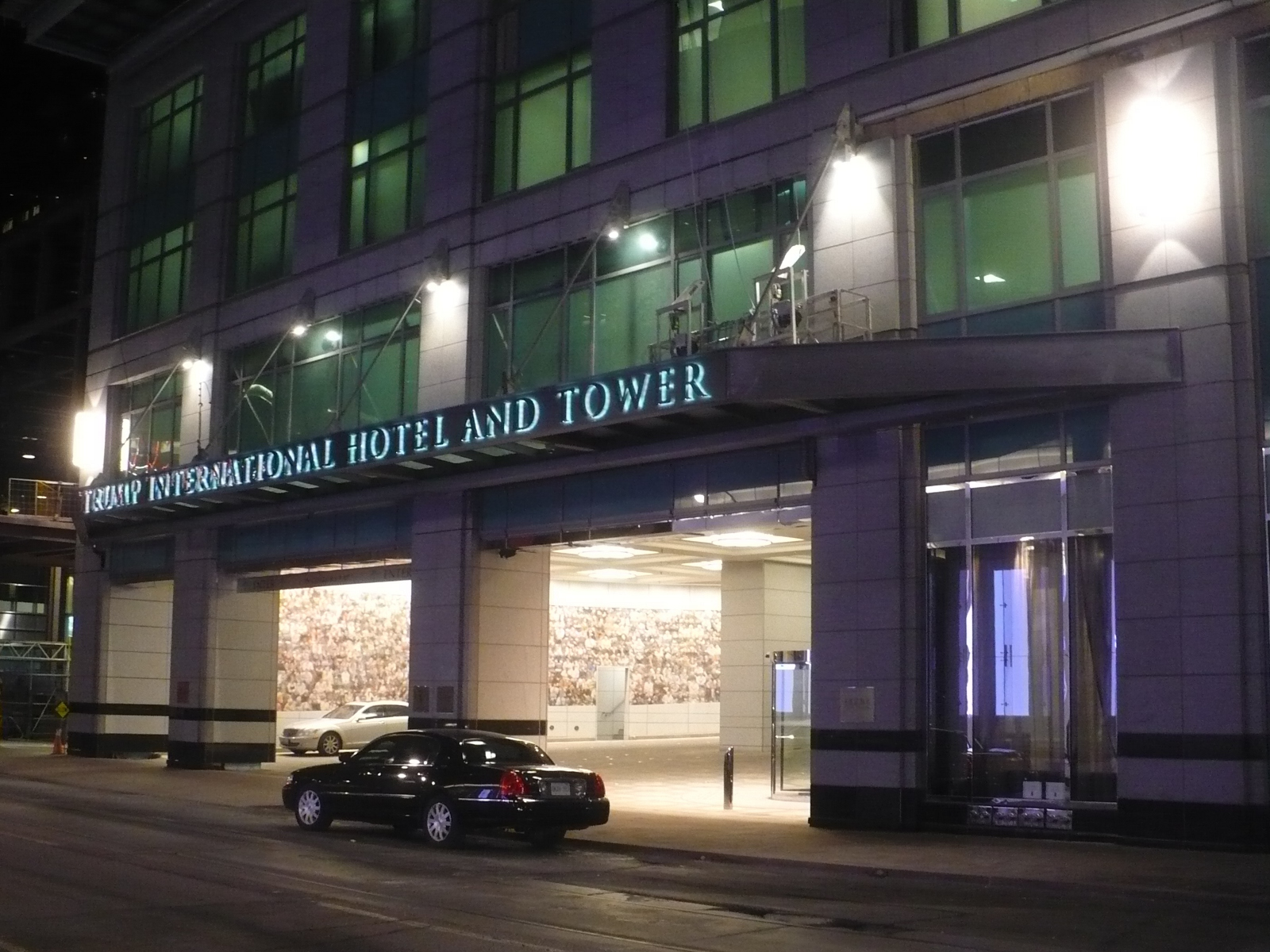
Eingangsbereich

## Architektur
Der Wolkenkratzer hat eine Höhe von 276,9 Metern, wodurch er nach dem 298 Meter hohen First Canadian Place das höchste bewohnbare Gebäude in Toronto und ganz Kanadas ist.
Im Adelaide Hotel sind vorwiegend Hotelräume und Wohnappartements untergebracht. Diese sind auf 59 oberirdischen Etagen verteilt. Im Gebäude selbst sind 16 Aufzüge installiert. Die Gestalt des Hochhauses ist vergleichsweise schlank. Die Fassade besteht aus Glas, Stahl und Beton.
Das Gebäude beherbergt 256 Zimmer für ein Luxushotel sowie einen ca. 1700 Quadratmeter großen Spabereich. Darüber hinaus sind 109 Eigentumswohnungen ab einer Größe von 209 Quadratmetern vorhanden. Ursprünglich sollte das Hochhaus an das unterirdische Wegesystem PATH angeschlossen werden, was aufgrund der hohen Kosten wieder verworfen wurde. Auch die ursprüngliche Planung, das Bauwerk 70 Stockwerke hoch werden zu lassen, wurde erst auf 60 reduziert, nachträglich jedoch auf 70 Etagen genehmigt. Gebaut wurden 65 Etagen. Da das Projekt die Erwartungen nicht erfüllt hat, musste unter anderem die österreichische Raiffeisenbank den für das Gebäude gewährten Kredit abschreiben.

## Einrichtungen
Das Gebäude beinhaltet ein 1.672 m² großes Health Club und Spa Center mit Aussicht auf den Lake Ontario. Des Weiteren verfügt es über zwei Restaurants und eine Sushi/Martini-Bar. Unter dem Gebäude befinden sich Parkplätze für 226 Fahrzeuge.